# Géraldine Bazán
Pour les articles homonymes, voir Bazan.
Geraldine Bazán (née comme Rosalba Geraldine Bazán Ortíz le 30 janvier 1983 à Mexico), est une actrice mexicaine.

## Filmographie

### Télévision

#### Telenovelas
- 1993 : Corazón salvaje (Televisa) : Mónica (jeune)
- 1995 - 1996 : María la del barrio (Televisa) : Teresa
- 2001 - 2002 : Como en el cine (TV Azteca) : Regina Linares (Amatista)
- 2005 : Soñar no cuesta nada (Venevisión) : Liliana Reyes Retana
- 2006 : Tierra de pasiones (Telemundo) : Belinda San Román
- 2007 - 2008 : Victoria (Telemundo) : Paula Mendoza
- 2010 : Sacrificio de mujer (Venevisión) : Victoria "Vicky" Lombardo
- 2011 - 2012 : La Mujer de Judas (Azteca) : Emma Balmori
- 2015 : Dueños del paraíso : Verónica Romero
- 2018 : Por amar sin ley : Elena
- 2024 : Las hijas de la señora García (Televisa) : Paula Portilla

### Cinéma
- 1994 : Novia que te vea
- 2001 : En el tiempo de las mariposas
- 2002 : Espejo retrovisor
- 2002 : Punto y aparte : Paloma

## Théâtre
- 1994 : El Secreto de Guitti : Guitti
- 1995 : Anita la Huerfanita : Vero
- 1998 : Pastoneza : Maria
- 1999 : Palomitas : Velvet Delamitri
- 2000 : Pastorela Loca : Maria
- 2001 : Cinderella : Cinderella
- 2001 : La Manzana de la Discordia : Coquis
- 2002 : Al Filo de la navaja : Mariana
- 2003 : Que Paso en el Apagon? : Mimi
- 2004 : Mundo Real y tu donde Cabes? : Mia